# Wass Béla
Szentegyedi és cegei gróf Wass Béla (Kolozsvár, 1853. január 28. – Mezőzáh, 1936. szeptember 1.) országgyűlési képviselő, Szolnok-Doboka vármegye főispánja, az Erdélyi Múzeum Egyesület elnöke, a széki református egyházmegye főgondnoka, az Erdély Bank alelnöke, Wass Albert író nagyapja.

## Élete

### Származása
Édesapja, Wass Albert (1819–1911) főrendiházi tag, a bécsi erdélyi udvari kancellária, majd pedig, az erdélyi kormányszék titkára, aki Bem alatt szolgált a szabadságharc idején és a világosi fegyverletétel után visszavonultan gazdálkodott birtokain.
Édesanyja Kilyén Mária (1828–1912) báró Kilyén Mihály és Huszár Mária leánya. Szülei házasságából négy gyermek született, három lánytestvére volt: Ida (1852-?), Antónia (1856–1936) és Rozália (Kolozsvár, 1855 - 1868. február 20.).

### Pályája
Középiskolai tanulmányait szülőhelyén fejezte be. 1869-ben Zürichbe ment a műegyetemre, majd Münchenben folytatta tanulmányait. Műegyetemi tanulmányainak elvégzése után két esztendeig Hohenheimban a gazdasági akadémia hallgatója volt, majd pedig Plaisir Grignonban (Párizs mellett) látogatta az ottani gazdasági akadémiát. Tanulmányainak befejezése után, 1876-ban visszatért külföldről és a következő évben megházasodott, feleségül vette Bánffy Ráchel, Bánffy János báró leányát. A széki ref. egyházmegye főgondnoka; mint Szolnok-Doboka vármegye közigazgatási bizottságának tagja élénk részt vállalt a megyei életben. 1892-től a nagyiklódi került szabadelvű képviselője volt az országgyűlésben, a közgazdasági bizottságnak tagja volt.
Cikkei a Budapesti Hírlapban (1907. 211. sz. Mi a komoly föladat? 1909. 109. sz. Az élet, 1910. 122. sz. A szerelem, 276. sz. Erdély megmentése érdekében) jelentek meg.

### Családja
Feleségétől született gyermekei:
- Ráchel (1879–1944), Horváth-Tholdy Rudolf neje
- Mária (1880–1916), Atzél Elemér neje
- Albert (1881–1902) Szentgotthárdon született. A gimnáziumot a Ferenc József-intézetben végezte, a kolozsvári egyetemen tanulta a jogot és ott tette le két alapvizsgáját. Majd Grazban, Münchenben és Párizsban is folytatta tanulmányait. Rövid Párizsi tartózkodása után 1901. március 28-án indult Hollandián keresztül Dél-Afrika irányába, ahol a búr harcokhoz kívánt csatlakozni. május 4-én érkezett meg, de a búrok oldalán nem tudott részt venni a csatákban, mert a hajó késése miatt leszakadt társaitól és miközben az angol vonalakon próbált áthatolni, lelőtték.
- Ilona (1884–1950), naplóíró, Siemers Hans Edmund neje, lányuk Éva (1914–1991) Wass Albert felesége lett
- Endre (1886–1975), huszárszázados, első neje Bánffy Ilona, akitől Wass Albert született, 2. felesége Mannsberg Izabella volt.